# Sítio arqueológico

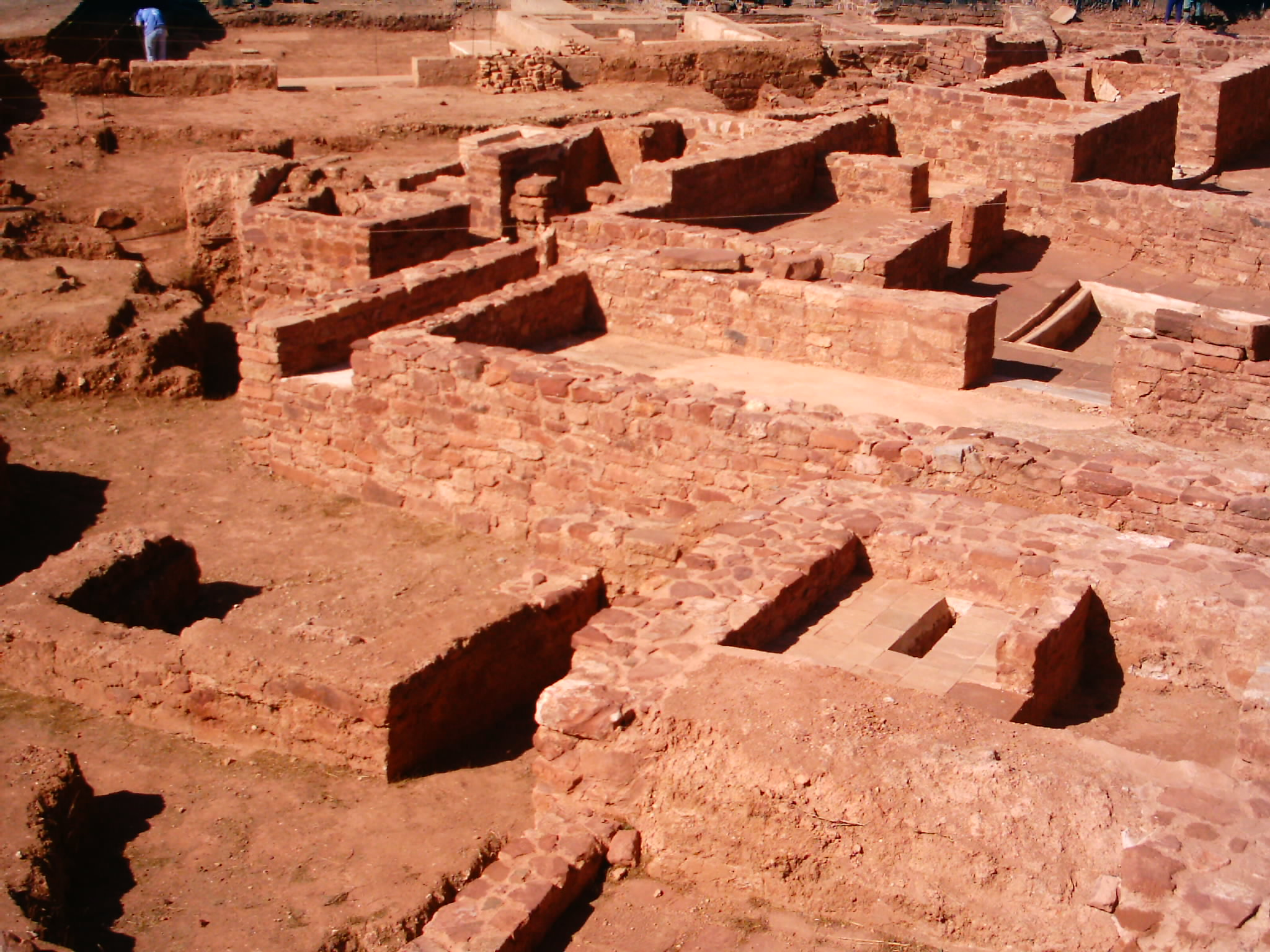
Escavação arqueológica no Castelo de Silves.

Sítio arqueológico, local arqueológico ou estação arqueológica é um local ou grupo de locais - cujas áreas e delimitações nem sempre se podem definir com precisão - onde ficaram preservados testemunhos e evidências de atividades do passado histórico, seja, esse, pré-histórico ou não. A expressão "sítio arqueológico" atrela-se geralmente ao local onde ficam ou ficaram preservados artefatos, construções ou outras evidências de atividades humanas, ocorridas num passado recente, distante ou mesmo remoto. Os sítios arqueológicos mais conhecidos correspondem a cidades, templos, cemitérios e túmulos antigos soterrados em várias partes do mundo. No Brasil, esses locais são protegidos por lei e é crime destruí-los.
Se o foco de estudo não atrelar-se à história do homem e às suas atividades mas sim ao estudo da evolução da vida na Terra, as correspondentes áreas de pesquisa em campo são então denominadas sítios paleontológicos. Os sítios paleontológicos são, assim, áreas que historicamente mostraram-se propícias à formação e preservação de fósseis. Com base nos fósseis coletados em dispersos sítios paleontológicos ao longo do globo, com alguns remontando ao éon arqueano, é possível construir um cenário elaborado da evolução da vida no planeta ao longo de sua existência.

## Extensão geográfica
É quase invariavelmente difícil delimitar um sítio. Às vezes, é usado para indicar algum tipo de assentamento, embora o arqueólogo também deva definir os limites da atividade humana em torno do assentamento. A arqueologia desenvolvimentista assumida como gestão de recursos culturais tem a desvantagem (ou o benefício) de ter seus sítios definidos pelos limites do desenvolvimento pretendido. Mesmo neste caso, entretanto, ao descrever e interpretar o local, o arqueólogo terá que olhar para fora dos limites do canteiro.
De acordo com Jess Beck em "How Do Archaeologists find sites?" as áreas com numerosos artefatos são bons alvos para futuras escavações, enquanto áreas com um pequeno número de artefatos são consideradas como reflexo da falta de atividade humana no passado. Muitas áreas foram descobertas por acidente. A pessoa mais comum que encontrou artefatos são os agricultores que estão arando seus campos ou apenas limpando-os, muitas vezes encontram artefatos arqueológicos. Muitas pessoas que estão fazendo caminhadas e até mesmo pilotos encontram artefatos que geralmente acabam denunciando-os a arqueólogos para uma investigação mais aprofundada. Quando encontram locais, eles devem primeiro registrar a área e, se tiverem dinheiro e tempo para o local, podem começar a cavar.